# Bon Air (Virgínia)
Bon Air és una concentració de població designada pel cens dels Estats Units a l'estat de Virgínia. Segons el cens del 2000 tenia 16.213 habitants.

## Demografia
Segons el cens del 2000, Bon Air tenia 16.213 habitants, 6.308 habitatges, i 4.459 famílies. La densitat de població era de 708,1 habitants per km².
Dels 6.308 habitatges en un 32,8% hi vivien nens de menys de 18 anys, en un 58,6% hi vivien parelles casades, en un 9,6% dones solteres, i en un 29,3% no eren unitats familiars. En el 24,7% dels habitatges hi vivien persones soles el 9,1% de les quals corresponia a persones de 65 anys o més que vivien soles. El nombre mitjà de persones vivint en cada habitatge era de 2,47 i el nombre mitjà de persones que vivien en cada família era de 2,97.
Per edats la població es repartia de la següent manera: un 26,6% tenia menys de 18 anys, un 5,7% entre 18 i 24, un 26,3% entre 25 i 44, un 27,7% de 45 a 60 i un 13,7% 65 anys o més.
L'edat mediana era de 40 anys. Per cada 100 dones de 18 o més anys hi havia 85,9 homes.
La renda mediana per habitatge era de 57.493 $ i la renda mediana per família de 67.656 $. Els homes tenien una renda mediana de 42.796 $ mentre que les dones 31.551 $. La renda per capita de la població era de 26.527 $. Entorn del 0,8% de les famílies i l'1,8% de la població estaven per davall del llindar de pobresa.

## Poblacions més properes
El següent diagrama mostra les poblacions més properes.